# André Léo
André Léo, pseudonimo di Léodile Béra (Lusignan, 18 agosto 1824 – Parigi, 20 maggio 1900), è stata una scrittrice e una femminista francese.

## Biografia
Nacque a Lusignan da Louis Zéphirin Béra e Thalie Belloteau. Il nonno Joseph-Charles Béra (1758-1839), avvocato, aveva partecipato attivamente alla Rivoluzione. Nel 1830 la famiglia di Léodile si trasferì nella vicina Champagné-Saint-Hilaire, dove il padre esercitò la professione di notaio.
Nel 1848 Léodile conobbe il giornalista repubblicano Grégoire Champseix (1817-1863) e insieme fuggirono dalla Francia il 2 dicembre 1851, per sottrarsi alla polizia bonapartista e raggiungere Losanna, dove si sposarono il 17 dicembre. Qui nacquero nel 1853 i loro due gemelli, André (1853-1893) e Léo (1853-1885). Con l'amnistia del 1860 Grégoire e Léodile tornarono in Francia, stabilendosi a Parigi, dove Grégoire Champseix morì il 4 dicembre 1863.

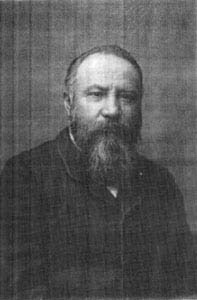
Benoît Malon

Léodile conobbe nel 1868 Benoît Malon (1841-1893), operaio e membro dell'Internazionale, e Louise Michel, con la quale, e con Noémie Reclus e Maria Deraismes, fondò la Société de revendication des droits de la femme. Adottato lo pseudonimo di André Léo, durante l'assedio di Parigi nel 1870 fu segretaria dell'Union des femmes pour la défense de Paris et les soins aux blessés e sostenne la Comune, redigendo, tra l'altro, l'appello alle contadine pubblicato ne La Sociale il 3 maggio 1871.
Caduta la Comune, sfuggì alla sanguinosa repressione delle truppe di Thiers e a un mandato di cattura rifugiandosi con i due figli a Basilea. Convisse con Malon, e andò in Italia, stabilendosi per brevi periodi a Milano, a Viareggio e a Palermo, collaborando con il giornale di Parigi Le Siècle, pubblicandovi romanzi a puntate e articoli sulla politica e sulla condizione femminile. Lasciato Malon nel 1878, visse a Firenze con il figlio André, insegnante di chimica.
Nel 1880, a seguito dell'amnistia concessa ai comunardi, Léo e i figli tornarono a Parigi. André Léo fu ancora in Italia, a Formia, dal 1882 al 1883. I figli le premorirono ancora giovani nel 1885 e nel 1893. André Léo morì nel 1900 a Parigi lasciando molti romanzi, racconti e saggi. È sepolta accanto ai figli nel cimitero d'Auteuil.

## Opere
- Une vieille fille, 1851
- Un mariage scandaleux, 1862
- Un divorce, 1862
- Les deux filles de Monsieur Plichon, 1865
- L'idéal au village, 1867
- Légendes corréziennes, 1867
- Double histoire. Histoire d'un fait divers, 1867
- Attendre-espérer, 1868
- La femme et les mœurs, 1869
- Aline-Ali, 1869
- La grande illusion des petits bourgeois, 1876
- Marianne, 1877
- L'épouse du bandit, 1880
- L'enfant des Rudère, 1881
- Les enfants de France, 1890
- La justice des choses, 1891
- Le petit moi, 1892
- En chemin de fer. Aux habitants des campagnes, 1898
- La famille Audroit et l'éducation nouvelle, 1899